# 左文字源慶
左文字 源慶（さもんじ げんけい、生没年未詳）は、南北朝時代の筑前国（現在の福岡県）の刀工。左文字派を代表する刀工で、父の実阿、子の左安吉も刀工である。通称は左衛門三郎、法名は源慶、俗名は安吉。銘は「左」と切り、一派の他の刀工と区別するため「大左」と呼ばれることもある。

## 系譜
相模国（現在の神奈川県）鎌倉の刀工正宗に入門したと言われ、正宗十哲の一人に数えられる。現存する在銘作は比較的多いが、太刀は江雪左文字のみで他は短刀が多い。
この一派の刀工は『往昔抄』によると、鎌倉時代中期の良西を祖とし、西蓮（談義所西蓮、国吉）、実阿、左、左安吉と続くという。

## 作風
一般に九州鍛冶の作風は、鍛えは板目が流れて柾がかり、刃文は直刃（すぐは）主体に匂口がうるみごころとなるものである。これに対して左文字の作風は沸（にえ）が強く、正宗などの相州伝の流れを汲むものである。左文字の現存作刀は、鍛えは板目肌がよく約（つ）み、刃文は湾れ（のたれ）を主体として、沸がよくつき、匂口深く、総体に明るく冴える。帽子（切先の刃文）は高く突き上げ、返りが深いのが特色である。

## 文化財指定作品
銘字は「筑州住左」と一行に切るものと、表に「左」、裏に「筑州住」と切るものがある。
- 太刀 銘筑州住左（名物 江雪左文字）（国宝）ふくやま美術館蔵
- 短刀 銘左 筑州住（名物 太閤左文字）（国宝）ふくやま美術館蔵
- 短刀 銘筑州住左（国宝）個人蔵
- 短刀 銘左 筑州住（名物 小夜左文字[4]）（重要文化財）法人蔵
- 短刀 銘左 筑州住（重要文化財、1933年指定）法人蔵[5]
- 短刀 銘左 筑州住（重要文化財、1955年指定）京都国立博物館蔵
- 短刀 銘左 筑州住（重要文化財、1961年指定）個人蔵

（以下は無銘）
- 刀 無銘（焼身・再刃、名物 義元左文字・三好左文字・宗三左文字[6][7]）（重要文化財）建勲神社蔵・京都国立博物館寄託

大磨上無銘（実戦上の理由から長さを短く切り詰め、銘がなくなっている）の刀。桶狭間の戦いの際に今川義元が所持していた刀を織田信長が召し上げたもので、茎（なかご）にその旨の金象嵌銘がある。明暦の大火に遭って焼身となり、再刃されている。
- 刀 無銘伝左（重要文化財、1954年指定）個人蔵
- 刀 無銘 銀象嵌 表左 裏筒井順慶磨上之（名物 順慶左文字[9]）（重要美術品、1941年4月9日指定[10]）